# 奈迈什内普
奈迈什内普，是匈牙利佐洛州所辖的一个村，总面积9.72平方公里，总人口128，人口密度13.2人/平方公里（2010年1月1日）。